# باستیون (بازی ویدئویی)
بَسشِن (به انگلیسی: Bastion) یک بازی ویدئویی در سبک نقش‌آفرینی اکشن است که توسط تیم مستقل سوپرجاینت گیمز توسعه یافته و به‌وسیلهٔ وارنر بروس. آی‌ای منتشر شده است. در طول بازی، بازیکن کنترل پسر بچه‌ای به نام «کید» را به عهده می‌گیرد و در محیطی با مضمون فانتزی و متحرک پیشروی کرده و با دشمنان مختلفی به نبرد می‌پردازد. از دیگر خصوصیات بازی می‌توان به گفته‌های صدای راوی در طی داستان، طراحی زیبای مراحل به سبک هنری و رنگارنگ و به شکل دو بعدی، با دوربین ایزومتریک اشاره کرد.
بسشِن در ۲۰ ژوئیه ۲۰۱۱، از طریق ایکس‌باکس لایو آرکید برای کنسول ایکس‌باکس ۳۶۰، ۱۶ اوت ۲۰۱۱ به‌وسیلهٔ توزیع دیجیتال استیم برای مایکروسافت ویندوز در دسترس قرار گرفت و نسخه مک اواس ده بازی در آوریل ۲۰۱۲ بر روی فروشگاه مک اپ عرضه شد. این بازی تا ژانویه ۲۰۱۵ بیش از ۳ میلیون نسخه در تمام سکوها به فروش رساند. باسشِن به‌طور گسترده‌ای در زمینه داستان، سبک هنری، روایت و موسیقی مورد تقدیر قرار گرفت.